# Bélabo
Bélabo – miasto w Kamerunie, w Regionie Wschodnim. Liczy około 23 tys. mieszkańców. Leży przy trasie kolejowej Jaunde-Ngaoundéré. W pobliżu miasta znajduje się centrum zajmujące się ratowaniem szympansów.